# 尖瓣过路黄
尖瓣过路黄（学名：Lysimachia erosipetala）为报春花科珍珠菜属的植物，为中国的特有植物。分布于中国大陆的四川等地，生长于海拔1,900米至2,300米的地区，常生长在林缘或灌丛中，目前尚未由人工引种栽培。